# Milove
Milove (în ucraineană Мілове) este așezarea de tip urban de reședință a raionului Milove din regiunea Luhansk, Ucraina. În afara localității principale, mai cuprinde și satele Bondarivka, Oleksiivka și Travneve.

## Demografie
Componența lingvistică a așezării de tip urban Milove
     Ucraineană (57,73%)
     Rusă (40,06%)
     Alte limbi (0,18%)
Conform recensământului din 2001, majoritatea populației așezării de tip urban Milove era vorbitoare de ucraineană (57,73%), existând în minoritate și vorbitori de rusă (40,06%) și armeană (1,5%).